# العلاقات البوتانية الكازاخستانية
العلاقات البوتانية الكازاخستانية هي العلاقات الثنائية التي تجمع بين بوتان وكازاخستان.

## مقارنة بين البلدين
هذه مقارنة عامة ومرجعية للدولتين:
| وجه المقارنة                                              | بوتان          | كازاخستان                      |
| --------------------------------------------------------- | -------------- | ------------------------------ |
| المساحة (كم2)                                             | 38.39 ألف      | 2.72 مليون                     |
| عدد السكان (نسمة)                                         | 807.61 ألف     | 17.95 مليون                    |
| الكثافة السكانية (ن./كم²)                                 | 21.04          | 6.6                            |
| العاصمة                                                   | تيمفو          | نور سلطان                      |
| اللغة الرسمية                                             | لغة دزونكا     | اللغة القازاقية، اللغة الروسية |
| العملة                                                    | نغولترم بوتاني | تينغ كازاخستاني                |
| الناتج المحلي الإجمالي (بليون دولار)                      | 2.51 مليار     | 159.41 مليار                   |
| الناتج المحلي الإجمالي (تعادل القوة الشرائية) بليون دولار | 6.49 مليار     | 439.39 مليار                   |
| الناتج المحلي الإجمالي الاسمي للفرد دولار أمريكي          | 2.66 ألف       | 10.51 ألف                      |
| الناتج المحلي الإجمالي للفرد دولار أمريكي                 | 7.82 ألف       | 24.23 ألف                      |
| مؤشر التنمية البشرية                                      | 0.605          | 0.788                          |
| رمز المكالمات الدولي                                      | +975           | +7                             |
| رمز الإنترنت                                              | .bt            | .kz، .қаз ‏                     |
| المنطقة الزمنية                                           | ت ع م+06:00    | ت ع م+05:00، ت ع م+06:00       |

## منظمات دولية مشتركة
يشترك البلدان في عضوية مجموعة من المنظمات الدولية، منها:
| علم المنظمة | اسم المنظمة                        | تاريخ انضمام بوتان | تاريخ انضمام كازاخستان |
| ----------- | ---------------------------------- | ------------------ | ---------------------- |
|             | الاتحاد البريدي العالمي            | ?                  | ?                      |
|             | بنك التنمية الآسيوي                | 1982               | 1994                   |
|             | يونسكو                             | 13 أبريل 1982      | 22 مايو 1992           |
|             | وكالة ضمان الاستثمار متعدد الأطراف | 21 أكتوبر 2014     | 12 أغسطس 1993          |
|             | البنك الدولي للإنشاء والتعمير      | 28 سبتمبر 1981     | 23 يوليو 1992          |
|             | الاتحاد الدولي للاتصالات           | 15 سبتمبر 1988     | 23 فبراير 1993         |
|             | مؤسسة التمويل الدولية              | 1 ديسمبر 2003      | 30 سبتمبر 1993         |
|             | منظمة الشرطة الجنائية الدولية      | ?                  | ?                      |
|             | الأمم المتحدة                      | 21 سبتمبر 1971     | 2 مارس 1992            |
|             | مؤسسة التنمية الدولية              | 28 سبتمبر 1981     | 23 يوليو 1992          |
|             | منظمة حظر الأسلحة الكيميائية       | ?                  | ?                      |

## وصلات خارجية
- موقع وزارة الخارجية البوتانية
- موقع وزارة الخارجية الكازاخستانية